# Eunomia (planetoïde)
(15) Eunomia is een van de grootste planetoïden in de belangrijkste planetoïdengordel van het zonnestelsel, tussen de banen van de planeten Mars en Jupiter. Eunomia draait in 4,3 jaar om de zon in een sterk elliptische baan, op een gemiddelde afstand van ongeveer 2,6 astronomische eenheden. Ze heeft een diameter van (gemiddeld) 268 km en is daarmee de grootste planetoïde van het S-type. Vanaf de aarde gezien heeft de planetoïde een maximale schijnbare helderheid van +7,9 en is alleen met een telescoop zichtbaar.

## Ontdekking en naamgeving
Eunomia werd ontdekt door de Italiaanse sterrenkundige Annibale de Gasparis op 29 juli 1851 in Napels. De Gasparis had eerder ook de planetoïden Hygiea, Parthenope en Egeria ontdekt en zou later nog vijf andere planetoïden ontdekken. De naam Eunomia komt van de Griekse godin Eunomia, een van de drie horae. Eunomia is in de Griekse mythologie de personificatie van het recht en de wetgeving.

## Eigenschappen
Eunomia draait retrograad om haar as. De as van de planetoïde wijst naar de ecliptische coördinaten (β, λ) = (-65°, 2°) met een onzekerheid van 10°. Dat betekent dat de axiale helling ongeveer 165° is.
Eunomia is nooit door ruimtesondes bezocht, zodat de huidige kennis gebaseerd is op waarnemingen van sterbedekkingen, door spectraalanalyse en door waarnemingen van de Hubble Space Telescope. De planetoïde heeft een enigszins langwerpige maar regelmatige vorm met een lange as van rond de 357 km en een korte as van ongeveer 212 km. Ze behoort tot het S-type, wat betekent dat ze een licht (sterk weerkaatsend) oppervlak heeft dat voornamelijk uit silicaten en nikkelijzer bestaat. Met spectraalanalyse zijn onder andere calciumrijke pyroxeen en olivijn aangetroffen. De verschillende zijden van de planetoïde hebben een verschillende mate van ronding en verschillende composities. Het grootste deel van het oppervlak bestaat voornamelijk uit olivijn en is rijk in metalen en arm in pyroxeen, maar het minder puntige halfrond van de planetoïde bestaat juist overwegend uit pyroxeen. Dit kan betekenen dat Eunomia een brokstuk van een planetesimaal is die tijdens de vorming van het zonnestelsel enige mate van planetaire differentiatie heeft ondergaan.
Eunomia is het grootste lid van de Eunomiafamilie van planetoïden, die waarschijnlijk de brokstukken van dezelfde planetesimaal zijn. De leden hebben uiteenlopende samenstellingen en de verschillen op het oppervlak van Eunomia zelf zijn ook in de familie terug te vinden. Kleinere lichamen van de familie hebben meestal een pyroxeenrijkere samenstelling. Eunomia vormt ongeveer 70% van de massa van de familie en haar relatief hoge dichtheid wijst erop dat ze mogelijk het centrale deel van de planetesimaal vormde.
Van Eunomia werd vanwege de langwerpige vorm wel gedacht dat ze uit twee verschillende objecten bestaat, maar uit beelden van de Hubble Space Telescope blijkt dit niet het geval te zijn.